# Ceroxys morosa
Ceroxys morosa är en tvåvingeart som först beskrevs av Friedrich Hermann Loew 1873.  Ceroxys morosa ingår i släktet Ceroxys och familjen fläckflugor. Inga underarter finns listade i Catalogue of Life.